# 로이드 고프
로이드 고프(Michael Gough, 1907년 9월 21일 ~ 1984년 7월 23일)는 미국의 배우, 연극 배우, 텔레비전 배우이다.
뉴욕에서 태어났으며 로스앤젤레스에서 사망하였다. 사인은 대동맥류이다.

## 방송
- 그린 호넷
- 도망자

## 영화
- 에드가 후버의 개인 파일 (1977년)
- 형사 Q (1976년)
- 프론트 (1976년)
- 그린 호넷 (1974년)
- 대지진 (1974년)
- 명탐정 바나비 존즈 (1973년)
- 달라스의 음모 (1973년)
- 위대한 희망 (1970년)
- 내일을 향해 달려라 (1969년)
- 형사 마디간 (1968년)
- 화니 걸 (1968년)
- 토니 로마 (1967년)
- 그린 호넷 - 시리즈 (1966년)
- 도망자 (1963년)
- 벤 케이시 (1961년)
- 오명의 목장 (1952년)
- 스톰 워닝 (1951년)
- 텐션 (1950년)
- 선셋 대로 (1950년)
- 툴사 (1949년)
- 어 소던 양키 (1948년) - Capt. 스티브 로포드 역
- 어 차일드 웬트 포스 (1942년)